# Матиньяс
Матиньяс (порт. Matinhas)  —  муниципалитет в Бразилии, входит в штат Параиба. Составная часть мезорегиона Сельскохозяйственный район штата Параиба. Входит в экономико-статистический  микрорегион Брежу-Параибану. Население составляет 4178 человек на 2007 год. Занимает площадь 38,123 км². Плотность населения — 98,5 чел./км².
Праздник города — 15 октября. 

## История
Город основан в 1997 году.

## Статистика
- Валовой внутренний продукт на 2003 год составляет 17 508 684,00 реалов (данные: Бразильский институт географии и статистики).
- Валовой внутренний продукт на душу населения на 2003 год составляет 4481,36 реалов (данные: Бразильский институт географии и статистики).
- Индекс развития человеческого потенциала на 2000 год составляет 0,576 (данные: Программа развития ООН).

## География
Климат местности: жаркий гумидный.